# Bắn cung tại Đại hội Thể thao Đông Nam Á 2015
Bắn cung tại Đại hội Thể thao Đông Nam Á năm 2015 được tổ chức từ ngày 10 đến ngày 14 tháng 6 năm 2015 tại Sân cricket Kallang (Kallang Cricket Field), khu vực Kallang, Singapore. Chương trình thi đấu gồm hai loại cung chính: cung một dây (recurve) và cung 3 dây (compound), với tổng cộng 10 nội dung thi đấu: cá nhân nam, cá nhân nữ, đồng đội nam, đồng đội nữ và đồng đội đôi nam-nữ (mixed team) cho cả hai loại cung.
Đoàn thể thao Malaysia giành vị trí nhất toàn đoàn với 5 huy chương vàng.

## Quốc gia tham dự
Có 117 vận động viên đến từ 8 quốc gia tham gia tranh tài tại môn bắn cung:
- Indonesia (13)
- Lào (8)
- Malaysia (16)
- Myanmar (16)
- Philippines (16)
- Singapore (16)
- Thái Lan (16)
- Việt Nam (16)

## Lịch trình thi đấu
Dưới đây là lịch trình thi đấu của môn bắn cung tại Đại hội Thể thao Đông Nam Á 2015
| Q | Vòng loại | R16 | Vòng 1/8 | ¼ | Tứ kết | ½ | Bán kết | B | Tranh huy chương đồng | F | Chung kết |

| Cung 1 dây cá nhân nam      | Q | R16 | ¼ | ½ |     |   |   | B | F |   |   |  |  |
| Cung 1 dây đồng đội nam     | Q |     | ¼ | ½ |     |   |   | B | F |   |   |  |  |
| Cung 1 dây cá nhân nữ       | Q | R16 | ¼ | ½ |     |   |   | B | F |   |   |  |  |
| Cung 1 dây đồng đội nữ      | Q |     | ¼ | ½ |     |   |   | B | F |   |   |  |  |
| Cung 1 dây đồng đội hỗn hợp | Q |     | ¼ | ½ |     |   |   | B | F |   |   |  |  |
|                             |   |     |   |   |     |   |   |   |   |   |   |  |  |
| Cung 3 dây cá nhân nam      | Q |     |   |   | R16 | ¼ | ½ |   |   | B | F |  |  |
| Cung 3 dây đồng đội nam     | Q |     |   |   |     | ¼ | ½ |   |   | B | F |  |  |
| Cung 3 dây cá nhân nữ       | Q |     |   |   | R16 | ¼ | ½ |   |   | B | F |  |  |
| Cung 3 dây đồng đội nữ      | Q |     |   |   |     | ¼ | ½ |   |   | B | F |  |  |
| Cung 3 dây đồng đội hỗn hợp | Q |     |   |   |     | ¼ | ½ |   |   | B | F |  |  |

## Bảng huy chương
| Hạng               | Đoàn               | Vàng | Bạc | Đồng | Tổng số |
| ------------------ | ------------------ | ---- | --- | ---- | ------- |
| 1                  | Malaysia           | 5    | 3   | 2    | 10      |
| 2                  | Indonesia          | 2    | 3   | 1    | 6       |
| 3                  | Việt Nam           | 2    | 1   | 2    | 5       |
| 4                  | Thái Lan           | 1    | 2   | 0    | 3       |
| 5                  | Philippines        | 0    | 1   | 3    | 4       |
| 6                  | Singapore          | 0    | 0   | 2    | 2       |
| Tổng số (6 đơn vị) | Tổng số (6 đơn vị) | 10   | 10  | 10   | 30      |

## Tóm tắt kết quả

### Cung 1 dây
| Cá nhân nam      | Witthaya Thamwong · Thái Lan                                             | Haziq Kamaruddin · Malaysia                                                    | Tan Si Lie · Singapore                                                 |  |  |  |
| Cá nhân nữ       | Titik Kusumawardani · Indonesia                                          | Lộc Thị Đào · Việt Nam                                                         | Lê Thị Thu Hiền · Việt Nam                                             |  |  |  |
|                  |                                                                          |                                                                                |                                                                        |  |  |  |
| Đồng đội nam     | Malaysia · Khairul Anuar Mohamad · Muhamad Ikram Joni · Haziq Kamaruddin | Indonesia · Hendra Purnama · Riau Ega Agatha · Muhammad Hanif Wijaya           | Singapore · Tan Si Lie · Zhang Jingkang · Keith Teo Kee Hui            |  |  |  |
| Đồng đội nữ      | Việt Nam · Lê Thị Thu Hiền · Lộc Thị Đào · Nguyễn Thị Quyền Trang        | Indonesia · Titik Kusumawardani · Ika Yuliana Rochmawati · Diananda Choirunisa | Malaysia · Loke Shin Hui · Nur Afisa Abdul Halil · Farah Amalina Azhar |  |  |  |
| Đồng đội hỗn hợp | Indonesia · Riau Ega Agatha · Ika Yuliana Rochmawati                     | Malaysia · Khairul Anuar Mohamad · Loke Shin Hui                               | Việt Nam · Đào Trọng Kiên · Lộc Thị Đào                                |  |  |  |

### Cung 3 dây
| Cá nhân nam      | Nguyễn Tiến Cương · Việt Nam                                                 | Zulfadhli Ruslan · Malaysia                                             | Mohd Juwaidi Mazuki · Malaysia                                                   |  |  |  |
| Cá nhân nữ       | Fatin Nurfatehah Mat Salleh · Malaysia                                       | Amaya Paz · Philippines                                                 | Rona Siska Sari · Indonesia                                                      |  |  |  |
|                  |                                                                              |                                                                         |                                                                                  |  |  |  |
| Đồng đội nam     | Malaysia · Lee Kin Lip · Mohd Juwaidi Mazuki · Zulfadhli Ruslan              | Indonesia · I Gusti Nyoman Puruhito · Sapriatno · Yoke Rizaldi Akbar    | Philippines · Paul Marton Dela Cruz · Delfin Anthony Adriano · Earl Benjamin Yap |  |  |  |
| Đồng đội nữ      | Malaysia · Saritha Cham Nong · Fatin Nurfatehah Mat Salleh · Nor Rizah Ishak | Thái Lan · Kanyavee Maneesombatkul · Sunee Detchokul · Nareumon Junsook | Philippines · Joann Tabanag · Jennifer Dy Chan · Amaya Paz                       |  |  |  |
| Đồng đội hỗn hợp | Malaysia · Mohd Juwaidi Mazuki · Fatin Nurfatehah Mat Salleh                 | Thái Lan · Chanchai Pratheepwatanawong · Kanyavee Maneesombatkul        | Philippines · Earl Benjamin Yap · Amaya Paz                                      |  |  |  |

## Kết quả chi tiết

### Cung 1 dây

#### Vòng xếp hạng cá nhân nam
| Hạng | Vận động viên               | Điểm | 10s | Xs |
| ---- | --------------------------- | ---- | --- | -- |
| 1    | Witthaya Thamwong (THA)     | 663  | 31  | 8  |
| 2    | Khairul Anuar Mohamad (MAS) | 662  | 24  | 4  |
| 3    | Riau Ega Agatha (INA)       | 655  | 18  | 6  |
| 4    | Muhammad Hanif Wijaya (INA) | 650  | 21  | 8  |
| 5    | Luis Gabriel Moreno (PHI)   | 645  | 24  | 6  |
| 6    | Haziq Kamaruddin (MAS)      | 640  | 19  | 4  |
| 7    | Tan Si Lie (SIN)            | 638  | 23  | 6  |
| 8    | Muhamad Ikram Joni (MAS)    | 637  | 21  | 9  |
| 9    | Aung Myo Thu (MYA)          | 635  | 22  | 4  |
| 10   | Nay Myo Aung (MYA)          | 634  | 19  | 6  |
| 11   | Atiq Bazil Bakri (MAS)      | 634  | 18  | 4  |
| 12   | Zhang Jingkang (SIN)        | 631  | 21  | 8  |
| 13   | Đào Trọng Kiên (VIE)        | 631  | 19  | 8  |
| 14   | Natthapoom Phusawat (THA)   | 631  | 15  | 4  |
| 15   | Hendra Purnama (INA)        | 628  | 19  | 7  |
| 16   | Keith Teo Kee Hui (SIN)     | 627  | 18  | 5  |
| 17   | Florante Matan (PHI)        | 626  | 17  | 7  |
| 18   | Itsarin Thai-Uea (THA)      | 623  | 15  | 6  |
| 19   | Khomkrit Duangsuwan (THA)   | 623  | 10  | 2  |
| 20   | Chu Đức Anh (VIE)           | 620  | 13  | 5  |
| 21   | Nguyễn Văn Duy (VIE)        | 617  | 16  | 5  |
| 22   | Nyein Si Thu (MYA)          | 617  | 11  | 3  |
| 23   | Mark Javier (PHI)           | 616  | 18  | 2  |
| 24   | Nguyễn Thanh Bình (VIE)     | 613  | 10  | 2  |
| 25   | Saw Lu Kar (MYA)            | 612  | 12  | 4  |
| 26   | Justin Ng Wei Qing (SIN)    | 603  | 11  | 4  |
| 27   | Zander Lee Reyes (PHI)      | 588  | 9   | 2  |
| 28   | Thongxay Sivilay (LAO)      | 524  | 4   | 0  |

#### Vòng xếp hạng cá nhân nư
| Hạng | Vận động viên                 | Điểm | 10s | Xs |
| ---- | ----------------------------- | ---- | --- | -- |
| 1    | Lộc Thị Đào (VIE)             | 652  | 20  | 8  |
| 2    | Ika Yuliana Rochmawati (INA)  | 638  | 22  | 9  |
| 3    | Titik Kusumawardani (INA)     | 637  | 16  | 3  |
| 4    | Quah Kai Zhi (SIN)            | 635  | 19  | 3  |
| 5    | Diananda Choirunisa (INA)     | 635  | 15  | 3  |
| 6    | Lê Thị Thu Hiền (VIE)         | 633  | 20  | 4  |
| 7    | Dillian Teo Zhi Ning (SIN)    | 632  | 18  | 4  |
| 8    | Nguyễn Phương Linh (VIE)      | 619  | 13  | 5  |
| 9    | Nguyễn Thị Quyên Trang (VIE)  | 618  | 14  | 8  |
| 10   | Rachelle Anne Dela Cruz (PHI) | 618  | 14  | 2  |
| 11   | Loke Shin Hui (MAS)           | 616  | 12  | 3  |
| 12   | Kareel Meer Hongitan (PHI)    | 612  | 12  | 1  |
| 13   | Erwina Safitri (INA)          | 604  | 17  | 7  |
| 14   | San Yu Htwe (MYA)             | 600  | 12  | 5  |
| 15   | Sukanye Buayen (THA)          | 600  | 12  | 5  |